# 2004년 현대 유니콘스 시즌
2004년 현대 유니콘스 시즌은 현대 유니콘스가 KBO 리그에 참가한 9번째 시즌으로, 삼미 슈퍼스타즈, 청보 핀토스, 태평양 돌핀스 시절까지 합하면 23번째 시즌이다. 김재박 감독이 팀을 이끈 9번째 시즌으로, 팀은 정규 시즌 1위에 올랐다. 이후 한국시리즈에서 삼성 라이온즈와 9차전까지 가는 혈투 끝에 4승 2무 3패로 창단 마지막 통합 우승을 달성했다.

## 타이틀
- KBO 골든글러브: 브룸바 (외야수)
- KBO 신인상: 오주원
- KBO 사랑의 골든글러브: 정민태
- 일구상 우수야수상: 김동수
- 일구상 감사패: 김용휘
- 스타뉴스 선정 레전드 올스타: 브룸바 (좌익수)
- 스포츠조선 선정 프로야구 역대 용병 베스트10: 브룸바 (좌익수)
- 올스타 선정: 박진만 (유격수), 정성훈 (3루수)
- 올스타전 추천선수: 조용준, 브룸바
- 컴투스프로야구 시그니처 카드: 김수경, 오주원, 위재영, 김동수, 이숭용, 박진만, 정성훈, 송지만, 브룸바, 이택근
- 컴투스프로야구 00년대 올스타: 브룸바 (지명타자)
- 야구인 골프대회 롱기스트 콘테스트 1위: 김용달
- 한국시리즈 MVP: 조용준
- WAR: 브룸바 (8.83)
- 공격 WAR: 브룸바 (9.64)
- 출장(타자): 이숭용 (133) -> 구단 역대 1위
- 타석: 브룸바 (594)
- 실질타석: 브룸바 (584)
- 3루타: 전준호 (7)
- 루타: 브룸바 (289)
- 도루: 전준호 (53)
- 볼넷: 브룸바 (114)
- 고의4구: 브룸바 (10)
- 희생타: 전준호 (24)
- 타율: 브룸바 (0.343) -> 구단 역대 1위(규정타석 충족)
- 출루율: 브룸바 (0.468)
- 장타율: 브룸바 (0.608)
- OPS: 브룸바 (1.076)
- 세이브포인트: 조용준 (44)
- 득점권타율: 브룸바 (0.363)
- 추정득점: 브룸바 (124.5)
- GPA: 브룸바 (0.363)
- 구원승: 조용준 (10) -> 구단 역대 1위
- 풋아웃: 이숭용 (1107)

### 퓨처스리그
- 탈삼진: 황두성 (110)

## 선수단
- 선발투수 : 피어리, 오주원, 김수경, 마일영, 정민태, 임선동
- 구원투수 : 이상열, 송신영, 전준호 (1975년), 신철인, 김민범, 위재영, 신동민, 이동학, 황두성
- 마무리투수 : 조용준, 이대환, 박승민, 김성태
- 포수 : 김동수, 강귀태
- 1루수 : 이숭용, 이택근
- 2루수 : 채종국, 서한규, 김일경, 김민우
- 유격수 : 박진만, 지석훈
- 3루수 : 정성훈
- 좌익수 : 전준호 (1969년)
- 중견수 : 송지만, 정수성
- 우익수 : 브룸바
- 지명타자 : 심정수, 전근표, 조재호, 강병식

## 여담
- 심정수는 연봉 6억 원으로 구단 사상 최고 연봉 기록을 세웠다.
- 팀은 KBO 신인왕 수상자를 3년 연속으로 배출했으며, 오주원은 구단 사상 마지막 KBO 신인상 수상자가 되었다.
- 조용준은 세이브포인트 1위였으나 이 시즌부터 구원왕을 세이브 개수만으로 선정하게 됨에 따라 세이브 2위로 구원왕 등극에 실패했다.
- 정민태는 당시 KBO 리그 내 최고 연봉자였다.
- 이 시즌 팀은 고의4구를 한 개도 내주지 않아 역대 단일 시즌 팀 최소 고의4구 허용 기록을 세웠다.
- 브룸바는 163안타로 구단 사상 단일 시즌 최다 안타 기록을 세우며 KBO 리그 역대 최초의 외국인 타율왕에 등극했다.
- 이숭용은 수비WAR -1.97에 그쳐 구단 사상 단일 시즌 최저 기록을 세웠다.
- 브룸바는 2000년대 KBO 리그 외국인 타자 단일 시즌 최고 WAR 기록을 세웠다.
- 이상열은 시즌 81경기에 모두 구원등판하여 20홀드를 기록해 구단 사상 단일 시즌 최다 등판, 최다 구원등판, 최다 홀드 기록을 세웠다.
- 지석훈은 KBO 리그 사상 최초로 단일 시즌 wRC+ 1000을 넘겼다.
- 김수경은 구단 통산 1000이닝을 달성한 구단 사상 마지막 선수가 되었다.
- 위재영은 이 시즌까지 구단 통산 990.2이닝을 소화한 상황이었으나 이듬해 SK 와이번스로 이적하여 9.1이닝 차이로 구단 통산 규정이닝(1000이닝) 달성에 실패했다. 다만 이후 SK 와이번스에서 132이닝을 더 소화하여 KBO 통산 규정이닝 달성에는 성공하게 되었다.
- 이상열은 홈경기에 47번 등판하여 KBO 리그 역대 단일 시즌 홈경기 최다 등판 기록을 세웠다.
- 김민범은 한국시리즈 2경기 0이닝 1실점에 그쳤고 이 시즌을 제외하고는 포스트시즌에 등판한 적이 없었기 때문에 구단 사상 통산 포스트시즌 평균자책점 99.99를 기록한 유일한 선수가 되었다.
- 정민태는 한국시리즈 2경기에 등판하여 구단 통산 포스트시즌 최다 등판(21) 투수가 되었다.

## 같이 보기
- 1992년 쌍방울 레이더스 시즌